# Iman Abdulmajid

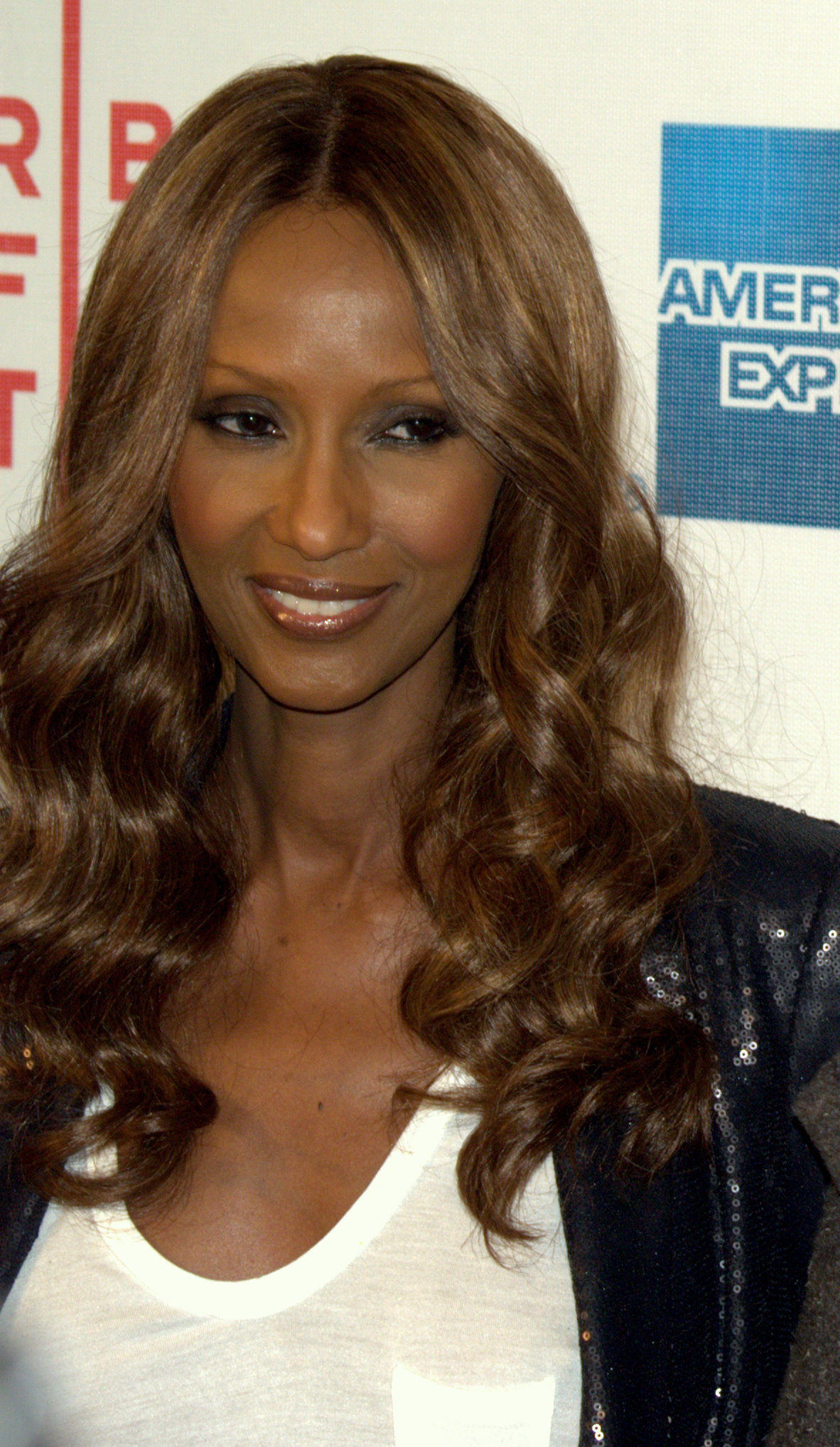
Iman Abdulmajid

Iman Abdulmajid (Somalisch: Imaan Cabdimajiid, Arabisch:  إيمان عبد المجيد) (Mogadishu, 25 juli 1955), bekend als Iman, is een Somalisch model.

## Biografie
Iman is de dochter van de Somalische ambassadeur in Saoedi-Arabië en ging in Egypte naar school. Later verhuisde ze naar de Keniaanse hoofdstad Nairobi, waar haar ouders bleven wonen. Hier studeerde ze aan de Universiteit van Nairobi, waar ze politiek studeerde. In Afrika deed ze modellenwerk, ze werd bekend als de engel van Afrika.
Ze werd in 1975 fulltime model en verhuisde naar de Verenigde Staten, waar ze de basketballer Spencer Haywood leerde kennen. Ze trouwden in 1977 en een jaar later werd hun dochter geboren. In 1987 scheidden ze en op 24 april 1992 trouwde Iman met de Britse zanger David Bowie. De plechtigheid vond plaats in het Zwitserse Lausanne. In 2000 kregen ze samen een dochter. Als echtpaar woonden ze afwisselend in Londen en New York. Ze bleven getrouwd tot Bowie's overlijden op 10 januari 2016.
Ze is directeur van het cosmeticabedrijf Iman Cosmetics, waarmee ze een cosmeticalijn voor de gekleurde huid uitbracht. Ook is ze woordvoerster van Keep A Child Alive, een liefdadigheidsinstelling die kinderen met HIV / aids in Afrika en India helpt.
Ze spreekt vijf talen en heeft ook enkele boeken geschreven: Naomi (forward) (1996), I Am Iman (2001) en Beauty of Color: The Ultimate Beauty Guide for Skin of Color (2006).

## Beknopte filmografie
- 1980 - Jane Austen in Manhattan
- 1985 - Out of Africa
- 1987 - No Way Out
- 1991 - Star Trek VI: The Undiscovered Country
- 1991 - L.A. Story (cameo)
- 1994 - Exit to Eden
- 1994 - Heart of Darkness